# نوتر-دام-دو-پونمن، کبک
نوتر-دام-دو-پونمن (به فرانسوی: Notre-Dame-de-Pontmain) شهری در منطقه شهری آنتوان-لابل ناحیه لورانتید در استان کبک کانادا است. در سرشماری سال ۲۰۱۱ این شهر ۶۷۸ نفر جمعیت داشته‌است و مساحت آن ۲۶۷٫۹۲ کیلومتر مربع است.